# 世祖 (朝鮮王)
世祖（セジョ、せいそ、1417年11月7日 - 1468年9月23日、在位：1455年閏6月11日（新暦7月25日） - 1468年9月7日（新暦9月22日））は、李氏朝鮮の第7代国王。諱は瑈（ユ、유）。即位前は晋平大君（チンピョンデグン、しんへいだいくん）→咸平大君（ハムピョンデグン、かんへいだいくん）→晋陽大君（チニャンデグン、しんようだいくん）を経て1445年に首陽大君（スヤンデグン、しゅようだいくん）に冊封された。一時、領議政に就任。孫に第9代国王成宗などがいる。第4代国王世宗の第2王子であり、第3代国王太宗の孫である。

## 略歴
世宗の次男として生まれた。1452年に兄の文宗が没し、自らの甥にあたる端宗が11歳で即位すると、錦城大君とともに王を補佐する役割を担う。しかし、1453年に安平大君や端宗を補佐する皇甫仁ら大臣を排除して政権を掌握する（癸酉靖難）。1454年に錦城大君も配流とし、1455年には譲寧大君や温寧君、申叔舟、権擥、韓明澮らの後押しにより自ら端宗に退位を強要し、39歳（数え年）でそのまま即位した。

### 即位後
王位に就くと、山のような上書を書いたり、また王宮の広場で座り込んで訴訟をする反対勢力を拷問や股裂きの刑罰等でことごとく粛清し、議政府署事制を廃して再び六曹直啓制を復活、王権を自身の元に集約する。明において、1457年1月16日 (旧暦)に当時上皇であった英宗が景泰帝より帝位を奪還、重祚した奪門の変が起こると、甥で上王であった端宗を同年6月 (旧暦)に魯山君、後に庶人に降格し同年11月11日(10月24日 (旧暦)）に配流先で賜薬により死刑にしている。
晩年には自身の身体の皮膚が徐々に癩病（現在でいうハンセン病）に侵されるようになり、1468年9月7日に次男の海陽大君（のちの睿宗）に王位を譲って上王となったが、先述の通り翌日に52歳（数え年）で薨去した。
強力な王権を維持するため、官制の改革、法制や軍制の充実に努め、朝鮮王朝の基本法典である「経国大典」の編纂を開始した。また1457年から申叔舟らに命じ、太祖李成桂にはじまる歴代国王の治績のなかから模範となる事実を収録した編年体の歴史書「国朝宝鑑」の編纂を開始した。

## 家系
- 祖父：太宗（1367年 - 1422年）
- 祖母：元敬王后閔氏（1365年 - 1420年）
- 父：世宗 （1397年 - 1450年）
- 母：昭憲王后沈氏（1395年 - 1446年）
  - 兄：文宗 李珦 （1414年 - 1452年）
  - 弟：安平大君 李瑢 （1418年 - 1453年）
  - 弟：臨瀛大君 李璆 （1419年 - 1469年）
  - 弟：広平大君 李璵 （1425年 - 1444年）
  - 弟：錦城大君 李瑜 （1426年 - 1457年）
  - 弟：平原大君 李琳 （1427年 - 1445年）
  - 弟：永膺大君 李琰 （1434年 - 1467年）
  - 姉：貞昭公主（1412年 - 1424年）
  - 姉：貞懿公主（1415年 - 1477年）

### 宗室
- 正室: 貞熹王后尹氏（1418年 - 1483年）- 朝鮮最初の垂簾聴政を行った。朝鮮初の大王大妃。
  - 桃源君 李暲（1438年 - 1457年） - 世子（早世）。第9代国王成宗の父。徳宗と追尊。
  - 懿淑公主（朝鮮語版）（1442年 - 1477年。母は貞熹王后。河城府院君 褊玎公 鄭顕祖に降嫁。子女なし。）
  - 睿宗（1450年 - 1469年） - 海陽大君 第8代国王（早世）。
- 後宮: 謹嬪朴氏（朝鮮語版）（善山朴氏。1425年 - 没年不詳）
  - 徳源君（朝鮮語版） 李曙（1449年 - 1498年）
  - 昌原君（朝鮮語版） 李晟（1458年 - 1484年）
- 後宮: 廃昭容朴氏（朝鮮語版）（生年不詳 - 1465年）- 名は徳中。処刑されたのち、号を剥奪された。
  - 阿只（1459年 - 1463年）- 号は不詳。
- 後宮: 淑媛 申氏（申叔舟の娘。）
  - 子女なし

## 世祖が登場する作品
映画
- 観相師 -かんそうし-（2013年。演：イ・ジョンジェ）
- 王と道化師たち（2019年。演：パク・ヒスン）

テレビドラマ
- 独裁者への道 首陽大君の野望（1990年 KBS。演：ユ・ドングン）
- 王と妃（1998年-2000年 KBS。演：イム・ドンジン）
- 死六臣（2007年 KBS。演：チェ・ボンシク）
- 大王世宗（2008年 KBS。演：ソ・ジュニョン(少年時代：チェ・ミンホ)）
- 王女の男（2011年 KBS。演：キム・ヨンチョル）
- インス大妃（2011年-2012年 JTBC。演：キム・ヨンホ）
- 大君〜愛を描く（2018年 テレビ朝鮮。演：チュ・サンウク）
- チャン・ヨンシル 〜朝鮮伝説の科学者〜（2016年 KBS。演：コ・ヨンビン）